# Shona Ferguson
Aaron Arthur Ferguson, né le 30 avril 1974 et connu professionnellement sous le nom de Shona Ferguson, est un acteur botswanais résidant en Afrique du Sud, producteur exécutif et cofondateur de Ferguson Films, en collaboration avec sa femme, Connie Ferguson. Il meurt à l'hôpital Milpark de Johannesburg le 30 juillet 2021 à la suite d'une contamination au COVID-19.

## Début de carrière
Ferguson a commencé son parcours dans le monde du divertissement au Lesotho en tant que DJ au Palace Hotel Night Club en 1992. Après son retour au Botswana, son intérêt s'est porté sur le monde de l'entreprise et il s'est retrouvé dans le secteur de l'informatique. Il a commencé comme vendeur et a gravi les échelons jusqu'à devenir un homme d'affaires respecté. Il a obtenu de nombreux prix, dont le prix du meilleur directeur des ventes en 1998-99, alors qu'il travaillait pour EDUTECH.

## Carrière d'acteur
Sa première grande prestation d'acteur a été le rôle du Dr Leabua dans le feuilleton sud-africain en langue Venda, Muvhango. Il a quitté la série en mars 2007. De 2011 à 2013, il a joué le rôle d'Itumeleng dans The Wild, un feuilleton de M-Net.
Avec son épouse Connie Ferguson, il a créé Ferguson Films et tous deux ont joué dans la première série de leur production cinématographique, Rockville. Il a tenu le rôle de JB de 2013 à l'épisode final en 2016. Il a également joué dans la série The Gift de 2014, une série de Ferguson Films, et a joué le personnage de Jerry Maake dans The Queen, également une série de Ferguson Films qui a débuté en 2016. Parmi ses autres apparitions à la télévision, citons Isidingo : The Need dans le rôle de Tyson et Scandal ! en tant qu'Alex.

## Films Ferguson
En 2010, il a créé Ferguson Films avec sa femme. Ils ont entre autres produit Rockville, iGazi, The Gift, The Throne, The Herd, The Queen, The River et The Imposter.
En 2020, ils ont réalisé une série Netflix en six épisodes intitulée « Kings of Joburg ».

## Films
Ferguson a joué dans le film de 2010 Mrs. Mandela .moi et ma connie

## Vie privée
Ferguson a rencontré l'actrice Connie Masilo le 31 juillet 2001. Ils se sont mariés en novembre de cette année. 

## Récompenses et nominations
Il a remporté le Golden Horn Award du meilleur acteur dans un feuilleton télévisé et le Golden Horn Award de la meilleure prestation d'un acteur principal dans un téléfilm.

## Décès
Le 26 juin 2021, Ferguson a été hospitalisé à l'hôpital de Pinehaven pour cause de COVID-19. Son état s'aggravant, il a été transporté par avion vers le mi-juillet à l'hôpital Milpark de Johannesburg, où il est décédé le 30 juillet 2021, à l'âge de 47 ans. Il a été enterré au Fourways Memorial Park, après des funérailles privées. Une cérémonie commémorative a eu lieu deux jours plus tard, à laquelle 50 personnes seulement ont assisté en raison des règles de verrouillage du COVID-19,.